# Ornithogalum annae-ameliae
Ornithogalum annae-ameliae là một loài thực vật có hoa trong họ Măng tây. Loài này được U.Müll.-Doblies & D.Müll.-Doblies mô tả khoa học đầu tiên năm 1981.